# Mailly-Champagne
Mailly-Champagne là một xã thuộc tỉnh Marne trong vùng Grand Est đông nam nước Pháp. Xã này nằm ở khu vực có độ cao từ 96-283 mét trên mực nước biển.
Dân số năm 2006 là 751 người.